# Confessions of a Pop Group
Confessions of a Pop Group is het vierde studio-album van The Style Council, het Britse soul-/jazzcollectief rond zanger/gitarist Paul Weller (ex-frontman van The Jam) en Mick Talbot (voormalig toetsenist van onder meer Dexys Midnight Runners). Het werd op 20 juni 1988 uitgegeven door Polydor.

## Achtergrond
De carrière van de Style Council is op te delen in twee helften; de eerste bracht de succesalbums Café Bleu en Our Favourite Shop voort met hits als My Ever Changing Moods en Shout to the Top. De tweede helft werd ingezet toen Weller in 1986 een nieuw miljoenencontract tekende en daarmee hoge verwachtingen schiep die hij niet kon waarmaken; dat Weller met het synthesizeralbum The Cost of Loving nog verder vervreemd raakte van zijn Jam-fans deerde hem niet, de negatieve reacties in de pers des te meer. 
Confessions werd begin 1988 opgenomen voor een half miljoen pond en is eveneens op te delen in twee helften; kant A, The Piano Paintings, bevat rustige nummers beïnvloed door onder meer Erik Satie, Claude Debussy, Burt Bacharach, Chick Corea en de Beach Boys. Kant B, Confessions of a Pop Group, bevat uptempo synthnummers in het verlengde van The Cost of Loving met als afsluiter het negen minuten durende titelnummer. 

### Geen tournee
Plannen voor een tournee werden afgeblazen; Wellers zingende echtgenote Dee C. Lee was tijdens de opnamen zwanger (vandaar dat ze op de hoesfoto achter de piano staat) en beviel van een zoon. Ook Mick Talbot wilde meer tijd met zijn gezin doorbrengen. Drummer Steve White, die andermaal een ondergeschikte rol vervulde, hield het voor gezien en richtte zich op zijn andere werkzaamheden waaronder zijn eigen band The Jazz Renegades; pas twee jaar later zou hij weer met Weller samenwerken.

### Ontvangst
Confessions bleef slechts drie weken in de Britse albumlijst staan met nr. 15 als hoogste notering; ook de singles Life at a Top People's Health Farm (#28; volgens eigen zeggen een moderne versie van Bob Dylans Subterranean Homesick Blues) en How She Through it All Away (#41) deden het slecht. In Nederland bleef de album top 20 buiten bereik met een 44e plaats, en in Amerika, waar Weller nooit echt is doorgebroken, kwam het niet verder dan nr. 174 in de Billboard Album Top 200.
Wederom waren de recensies gematigd, maar net als met The Cost of Loving kwam de waardering pas nadat Weller een succesvolle solocarrière was begonnen. Journalist John Reed vergeleek Confessions met Don't Stand Me Down van Dexys Midnight Runners uit 1985; ook een album dat pas later als meesterwerk werd beschouwd. 

### Verder verloop
Confessions werd in 2000 op cd heruitgebracht in een geremasterde versie, en op vinyl in 2017. 
In augustus 2019 kwamen Weller, Talbot Lee en White nog eenmaal bijeen om It's A Very Deep Sea te spelen voor een documentaire over The Style Council.

## Tracklijst
Alle muziek en teksten zijn geschreven door Paul Weller, tenzij anders vermeld.
1. "It's a Very Deep Sea" – 5:33
2. "The Story of Someone's Shoe" – 3:43
3. "Changing of the Guard" – 2:50
4. "The Little Boy in a Castle (A)/A Dove Flew Down From the Elephant (B)" (Mick Talbot) – 3:05
5. "The Gardener of Eden (A Three Piece Suite) I) In the Beginning II) The Gardener of Eden III) Mourning the Passing of Time" – 10:30
6. "Life at a Top People's Health Farm" – 4:17
7. "Why I Went Missing" – 4:43
8. "How She Threw It All Away" – 4:17
9. "Iwasadoledadstoyboy" – 4:28
10. "Confessions 1, 2, & 3" – 4:43
11. "Confessions of a Pop-Group" – 9:28

NB: op de Amerikaanse persingen zijn beide plaatkanten omgedraaid. De nrs. 6-11 komen eerst, daarna de nrs. 1-5.